# Artisanat du métal au Mexique

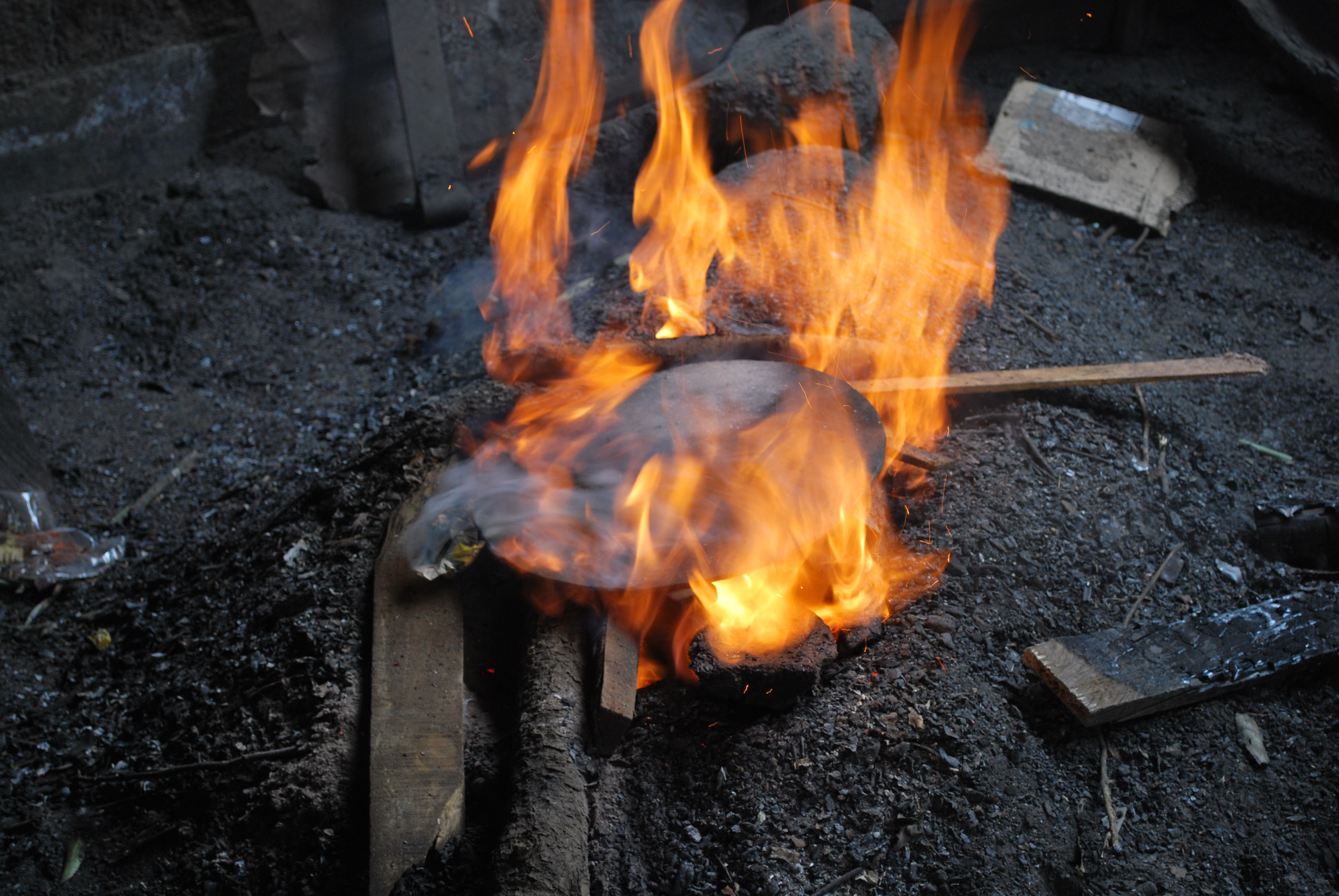
Chauffage d'une plaque de cuivre dans l'atelier d'Abdón Punzo à Santa Clara del Cobre, Michoacán.

L'artisanat du métal au Mexique date de la période mésoaméricaine avec des métaux tels que l'or, l'argent et le cuivre. D'autres métaux sont extraits et travaillés dès la période coloniale. L'exploitation de l'or et de l'argent, en particulier pour les bijoux, a d'abord décliné après la conquête espagnole de l'empire aztèque. Cependant, au cours de la période coloniale, le travail des métaux a augmenté et a repris son caractère traditionnel qu'il conserve encore de nos jours. Aujourd'hui, les produits métalliques les plus importants sont notamment l'argent, l'or, le cuivre, le fer, l'étain, etc. destinés à la fabrication de bijoux, d'objets ménagers, de meubles, de pots, d'objets de décoration, de jouets, etc. Les principaux centres d' usinage des métaux comprennent Taxco pour l'argent, Santa Clara del Cobre pour le cuivre, Celaya pour l'étain et Zacatecas pour le fer forgé.

## Histoire

### Période préhispanique

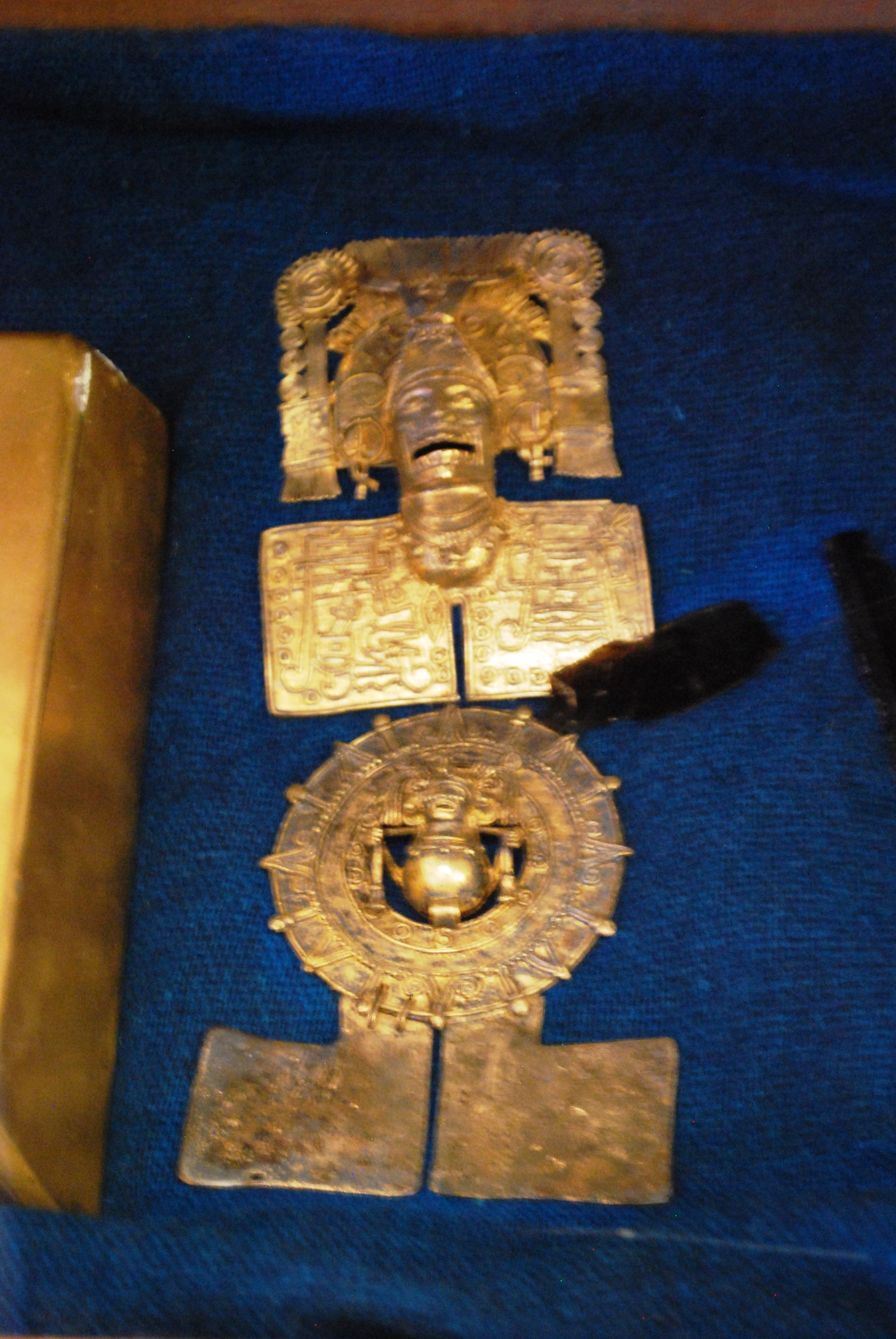
Ornement en or aztèque du XVIe siècle au palais de Cortés, Cuernavaca, Mexique.

Le travail des métaux en Mésoamérique, notamment de l'argent, de l'or et du cuivre, est déjà avancé lorsque les Espagnols arrivent, principalement dans les États modernes de Michoacán, Oaxaca et Guerrero,. L'extraction et l'exploitation des métaux viennent probablement des cultures mésoaméricaines du Sud. Le travail des métaux est principalement en or, en argent, en étain et en plomb, et certains travaux sur cuivre connus dans l'actuel Michoacán,. L'or est généralement obtenu sous forme de poudre ou de granulés dans les rivières et les ruisseaux de divers sites de Guerrero, d'Oaxaca, de Michoacán, des hauts plateaux du centre et de la région maya,. Comme l'argent apparaît rarement apparu à la surface, il est presque exclusivement extrait.
À l'époque préhispanique, les métaux sont utilisés pour créer des aiguilles, des coups de poing, des pincettes, des armes et des instruments de musique, mais ses utilisations les plus importantes, en particulier l'or et l'argent, sont des bijoux pour l'élite sociale et des offrandes pour les dieux,,. L'or et l'argent sont travaillés en martelant, plaquant et moulant le mélange de ceux-ci et de certaines coulées connues,, Une technique pré-hisoanique consiste à marteler le métal à plat, à découper un motif, puis à superposer ce motif sur du bois ou du cuir, souvent utilisés sur des boucliers. L'argent est moins utilisé dans la période pré-hispanique car il est moins apprécié comme tribut. Il n'a pas la même valeur symbolique divine que l'or. L'utilisation du cuivre est presque exclusive à l' empire Purépecha dans l'actuel Michoacán lorsque les Espagnols arrivent. Les instruments en cuivre comprennent les haches, les houes, les faux, les poinçons, les ciseaux, les aiguilles, les épingles, les pointes de flèches, les broches, les cannes, les poignées, les casques, les boucliers et petites cloches.

### Période coloniale

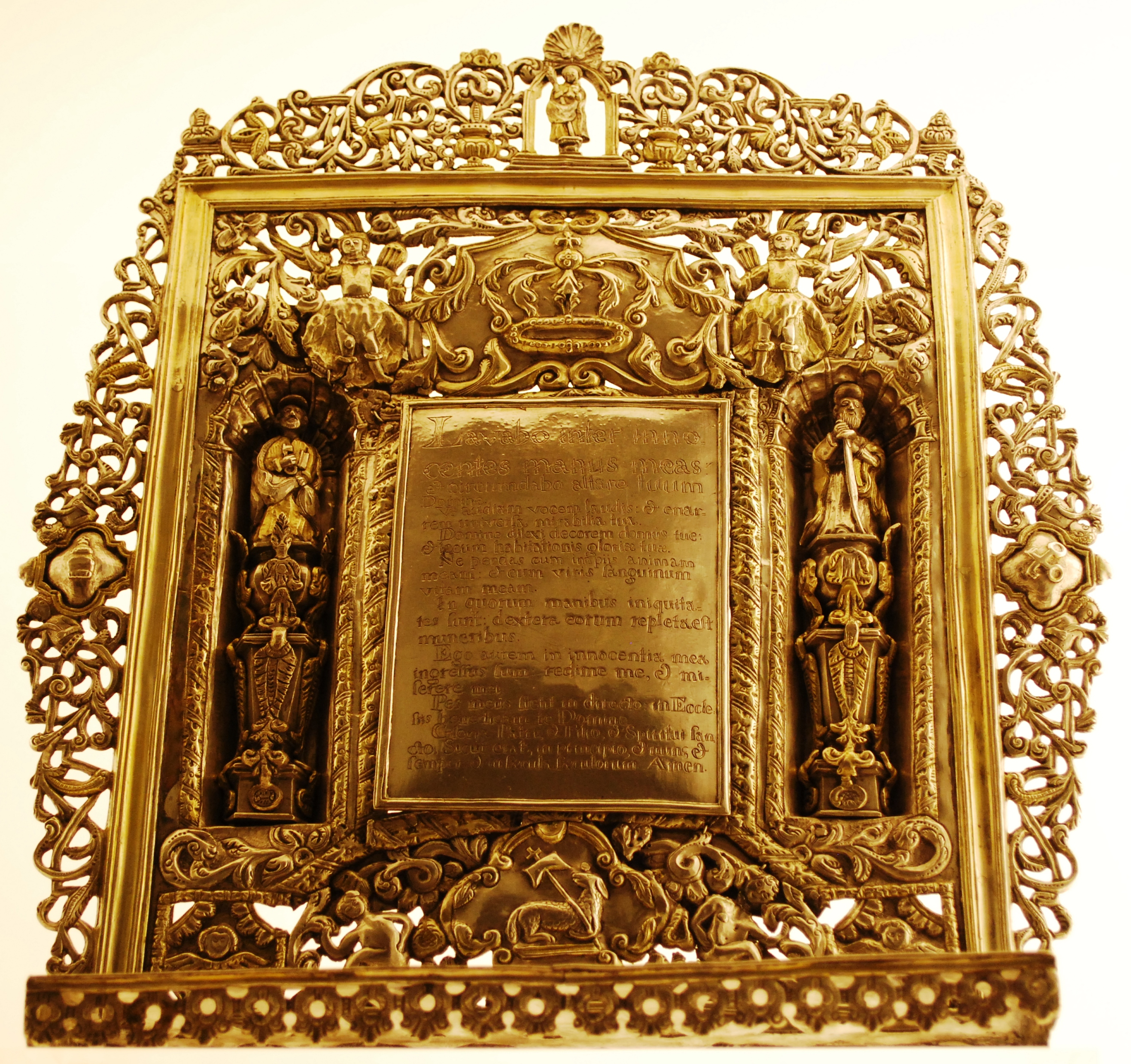
Porte-livre en or et en argent de la période coloniale au à Mexico.

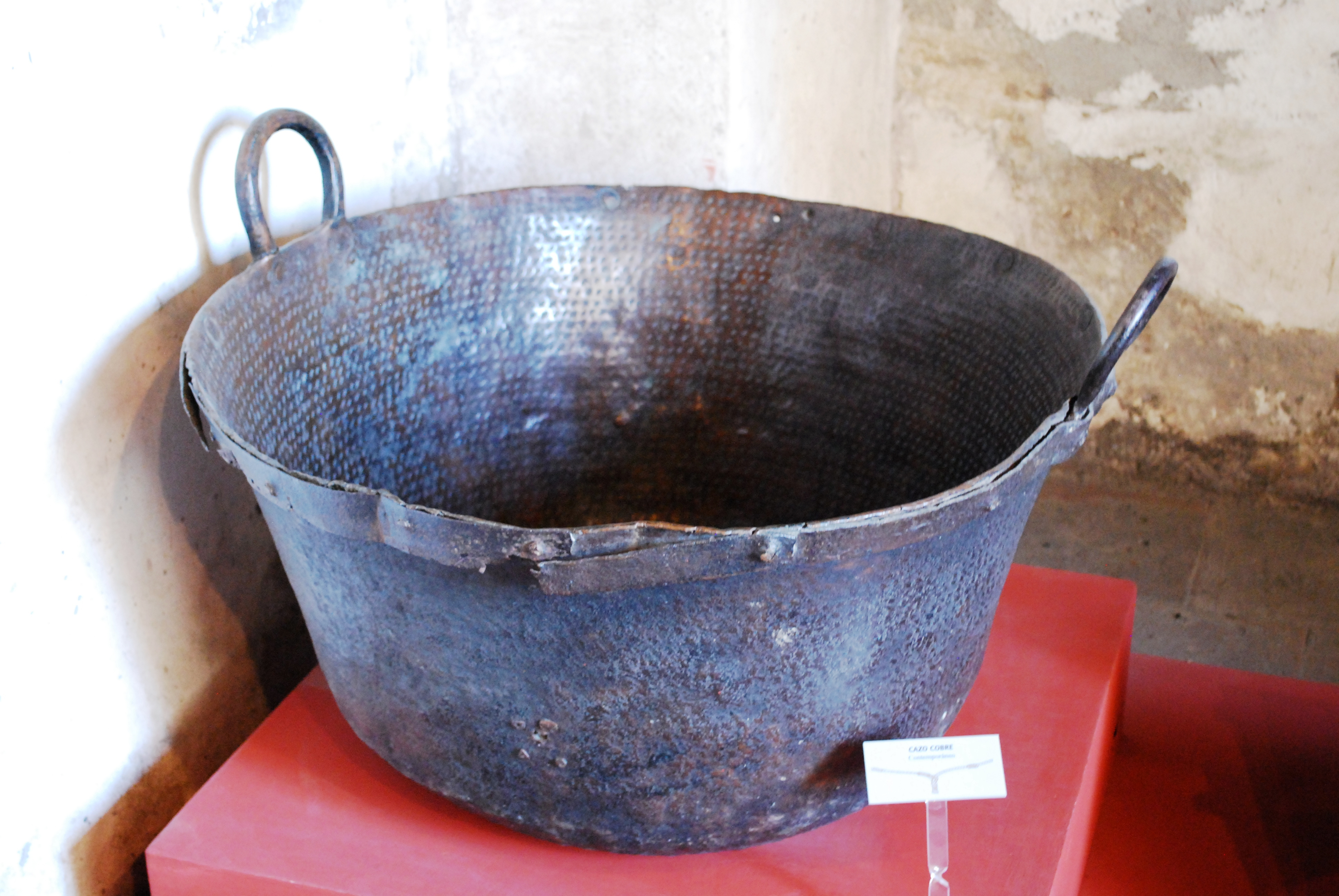
Marmite en cuivre exposée dans la cuisine de l'ancien monastère de Zinacantepec dans l'État de Mexico.

Selon la tradition, l'un des premiers cadeaux que Hernán Cortés reçoit de Moctezuma II est une paire de disques, l'un en or et l'autre en argent, représentant respectivement le soleil et la lune. L’existence d’or et d’argent au Mexique est l’un des principaux attraits du Nouveau Monde pour les Espagnols, avec la conquête de l’empire aztèque et son exploration ultérieure dans le but de trouver davantage de ces métaux précieux. Les mines et le travail des métaux sont devenus un aspect essentiel de l’économie du Mexique colonial. L'accent est mis principalement sur l'extraction d'or, d'argent, de cuivre, de fer, de plomb, de platine et d'étain, une grande partie du métal, en particulier l'or, étant expédiée en Espagne.
Initialement, le travail des métaux dans la nouvelle colonie est fortement restreint ou carrément interdit pour plusieurs raisons, notamment la protection des guildes espagnoles de métaux, le fait que le travail ne contribue pas aux taxes royales et la crainte que les autochtones fabriquent des armes,,. Les Espagnols introduisent de nouvelles techniques de travail des métaux, notamment la promotion des travaux sur cuivre de Vasco de Quiroga à Michoacan et de divers métaux de Pierre de Gand à Mexico,, et finalement les artisans indigènes rivalisent avec les artisans européens. La plupart des œuvres de métal coloniales mexicaines reproduisent celle de l'Espagne, de style gothique et plus tard Renaissance. Ces styles définissent finalement le travail artisanal de régions telles que Oaxaca, Zacatecas, Durango, San Luis Potosí et Guanajuato. Cependant, après la Conquête, la fabrication de bijoux au Mexique disparaît presque, les métaux précieux étant expédiés en Espagne. Ce n'est qu'après 1551, avec l'établissement d'une classe supérieure mexicaine, qu'il y a un lent retour. Au début, les artisans espagnols arrivent à travailler avec des méthodes européennes, y compris le filigrane, le repoussé et pourchassé, la gravure et l'incrustation de pierres précieuses. Mais pendant la période coloniale, ces artisans n'atteignent jamais le niveau de leurs contemporains en Europe. Les artisans autochtones sont relégués dans cette région à la production de bijoux moins chers avec moins de métaux.
Une exception au manque relatif de travail des métaux précieux est celle de l'argent, qui devient plus importante au cours de la période coloniale, après le début des échanges commerciaux avec l'Asie au XVIIe siècle. L'abondance du Mexique fait de l'argent une forme importante de monnaie et les guildes gagnent en prestige et en puissance, principalement dans la création de pièces de monnaie, d'argenterie, de médaillons religieux, de croix et d'objets liturgiques,. Les bijoux en argent indigènes sont souvent marqués par l’utilisation de pièces de monnaie d’argent comme décoration. Le commerce avec l'Orient introduit des éléments dans des pièces d'argent telles que des perles (augmentées par la suite de celles trouvées dans le golfe de Californie), des carapaces de tortue et du verre coloré d'Europe. Ce dernier est particulièrement populaire auprès des communautés autochtones. Au XVIIIe siècle, les étuis à cigarettes et à tabac à priser en argent et en or constituent un élément important, car l'usage du tabac devient très à la mode dans les classes supérieures. La création des étuis s'estompe au XIXe siècle lorsque les classes inférieures commencent également à consommer du tabac.

### De l'indépendance au présent

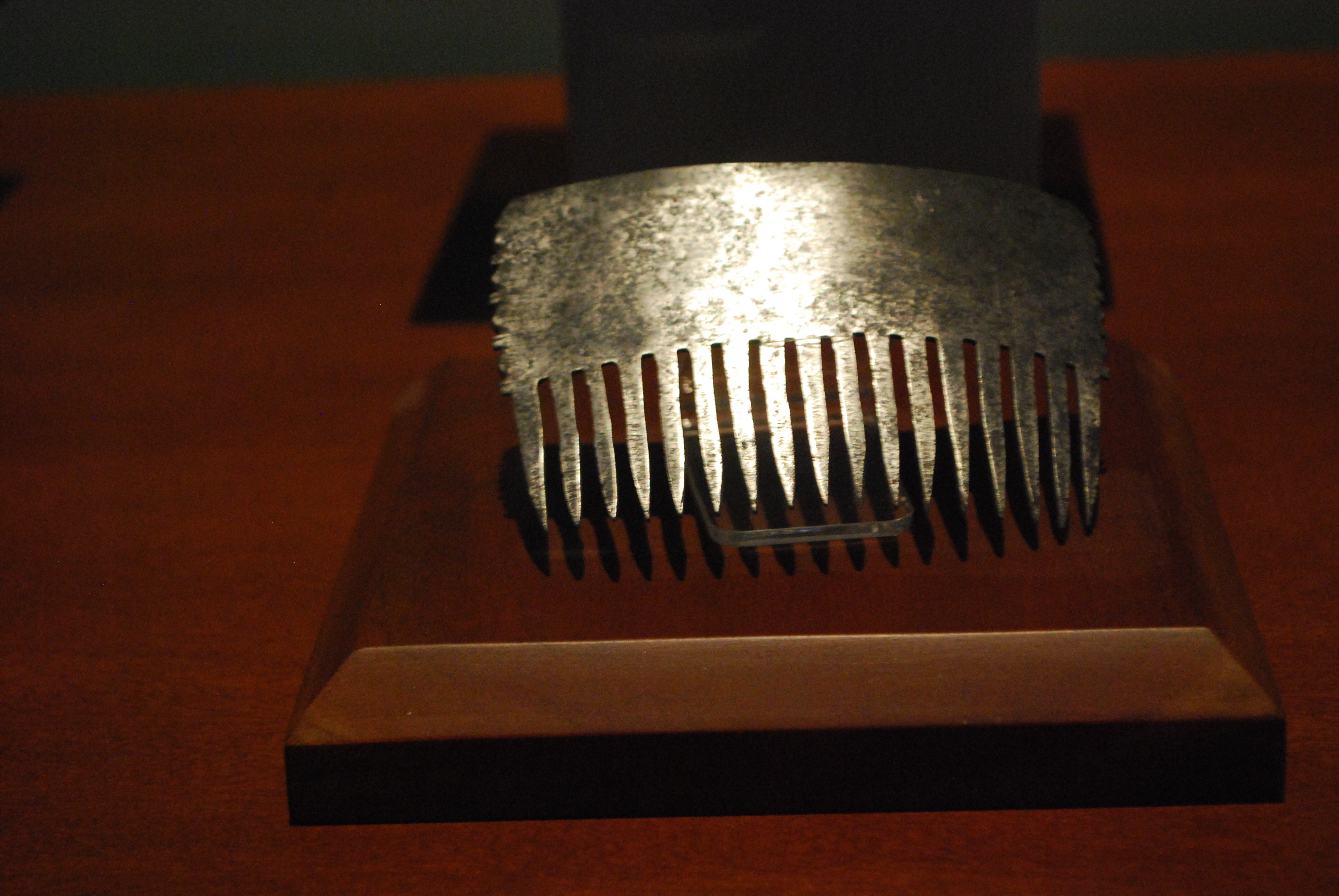
Peigne en argent du XIXe siècle exposé au musée de la maison Allende à San Miguel Allende, dans l'état de Guanajuato.

Après la guerre d'indépendance du Mexique, une grande partie du travail des métaux au Mexique continue de suivre les tendances européennes, avec des éléments ajoutés tels que des symboles nationaux mexicains. L'argenterie est devenue de nature moins baroque et plus sécularisée au XIXe siècle, alors que l'antagonisme politique à l'égard de l'Église s'intensife et se concentre davantage sur des articles tels que des boutons, des poignées de canne, des montres de poche et des décorations pour cheveux, des incrustations ainsi que des bijoux. Les autochtones ont tendance à conserver davantage de motifs de l'époque coloniale, notamment des colliers avec des pièces de monnaie suspendues, des figurines en verre et en argent, en filigrane.
Lorsque les mines s'épuisent aux XIXe et XXe siècle, le travail des métaux précieux diminue. Le travail du fer et du cuivre utilitaires traditionnels baisse en raison de l'industrialisation. Au milieu du XXe siècle, un réveil de l'argent commence dans la ville de Taxco, alors même que les mines de la région sont épuisées. Cela commence avec le travail de l'artisan américain William Spratling (en), qui s'inspire des conceptions traditionnelles mexicaines autochtones et coloniales pour leur donner de nouvelles adaptations, puis il les enseigne à d'autres artisans de la région. Aujourd'hui, l'argenterie de Taxco est l'une des principales exportations de produits finis du Mexique,. Le travail du cuivre, principalement pour les articles utilitaires et la décoration de la maison, se poursuit à Santa Clara del Cobre, tradition qui perdure depuis le début de la période coloniale. Ces articles comprennent des bols, des assiettes, des pichets, des vases et leur qualité remporte des prix au Mexique et à l'étranger.

## Fabrication de bijoux

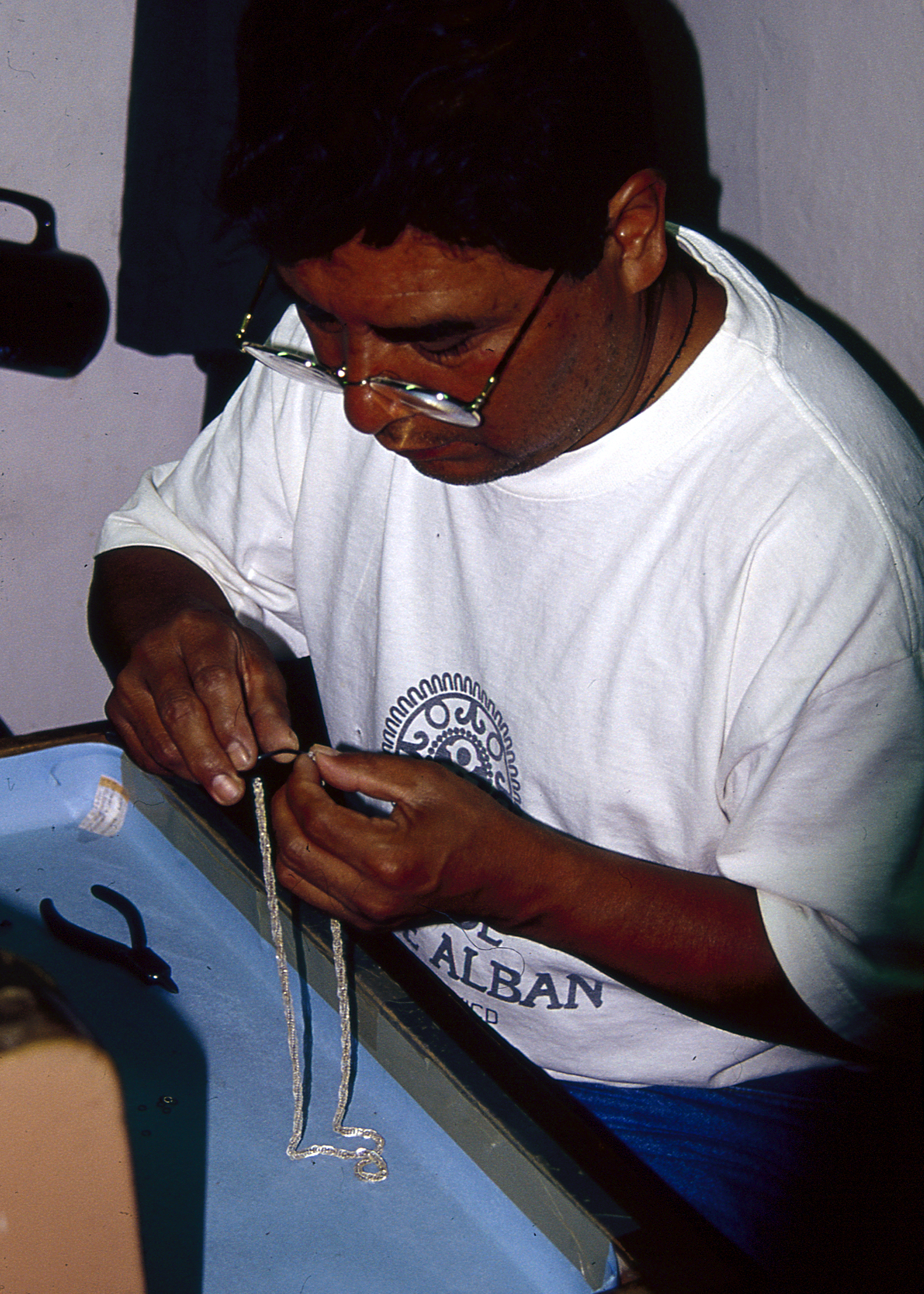
Un artisan assemble un collier en argent à Oaxaca.

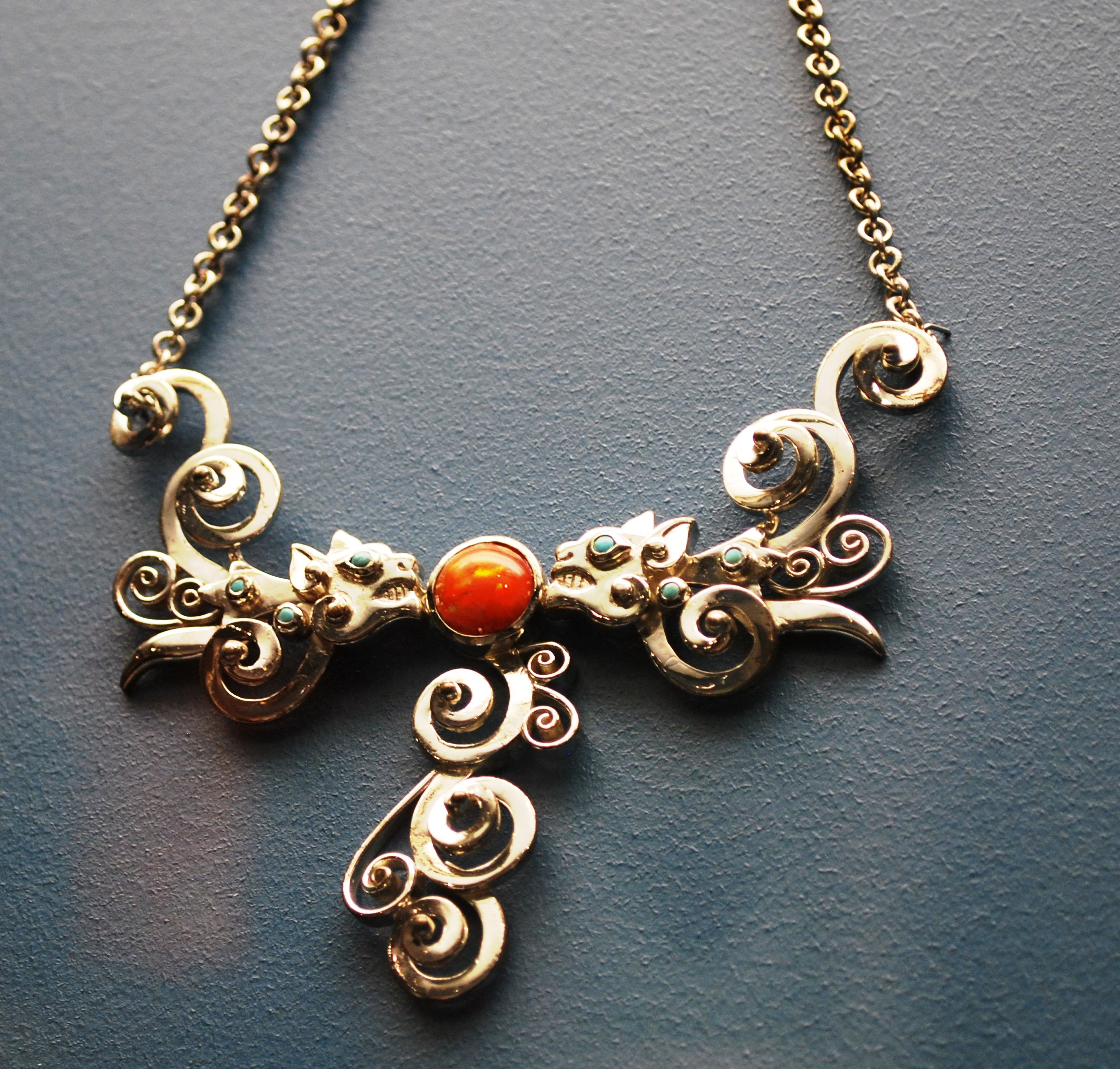
Collier en argent avec rubis, émeraude et opale mexicaine avec deux jaguars en confrontation, de Guadalajara exposé au Museo del Arte Popular à Mexico.

La fabrication de bijoux commence bien avant l'arrivée des Espagnols, les mines fournissant des métaux et des pierres. Les dessins de bijoux mexicains modernes fabriqués à la main sont un mélange de traditions espagnoles et indigènes. Les dessins autochtones sont basés sur ceux observés dans les codex mésoaméricains et sur des artefacts de sites archéologiques. La plupart des bijoux mexicains sont fabriqués en argent, le principal centre étant Taxco, dans l'état de Guerrero. San Felipe del Progreso, dans l'État de Mexico, est un centre moins connu. Ici, les bijoux traditionnels Mazahua connaissent un renouveau, notamment la production de boucles d'oreilles utilisées pour les mariages Mazahua, mais aussi de bracelets et de colliers. À Guanajuato, la fabrication de bijoux est axée sur la fonte de l'argent de style colonial, souvent décorée d'images d'oiseaux, de perles de verre et de perles. À Pátzcuaro, les artisans fabriquent des colliers et des boucles d'oreilles en argent lisse ou griffé, souvent avec un petit poisson ballotté, associés à des perles de porcelaine rouges et noires. À Yalalag (en), dans l'état de Oaxaca, ils fabriquent des colliers en argent avec des croix de style colonial. À Huetamo et à Zitácuaro, ils fabriquent des boucles d’oreilles pendantes appelées arracadas, en argent, avec des images de feuilles, de fleurs et d’oiseaux. À Huazolotitlán (en), Oaxaca, ils fabriquent des colliers avec des croix et des petits animaux en argent.
Bien que la fabrication de bijoux en or se soit estompée pendant la période coloniale au Mexique, elle se fait encore dans un certain nombre de lieux tels qu'Iguala et Taxco au Guerrero. À Ometepec, de grandes et petites croix sont faites de divers métaux ainsi que des colliers en or de différentes couleurs. Le filigrane d'or est un commerce important au Chiapas, souvent fabriqué avec de l'ambre local. Les artisans de Oaxaca, du Yucatán, du Guerrero et du Chiapas utilisent des fils métalliques fins en or et en argent pour créer des boucles d'oreilles, des colliers et des bracelets aux motifs complexes. Dans la région de Tierra Caliente, dans le Michoacán, ils fabriquent un type de boucle d'oreille en or, pendante, portant le nom de « siete lunas » ou sept lunes. Au Yucatán, les chapelets en filigrane d'or ou en plaqué or sont populaires, souvent composés de corail rouge et rose. Les bijoux en écaille de tortue sont incrustés d'or et d'argent. Les Soplillos sont des colliers de cuivres à orbes dans le Yucatán. À Campeche, la fabrication de bijoux de qualité tend à se concentrer sur la création de boucles d’oreilles et de bagues avec incrustations d’or et d’argent. L'influence maya est visible dans les grandes chaînes en or. À Quintana Roo, un type de boucle d'oreille pendantes, appelé arracadas, en or, est populaire depuis le XXe siècle et inclut les hommes au statut social élevé dans les communautés mayas. La création de bijoux en or et en argent est très variée à Oaxaca, mélangée à divers autres matériaux, notamment du corail, des pièces de monnaie, du verre coloré et diverses pierres.

## Argent

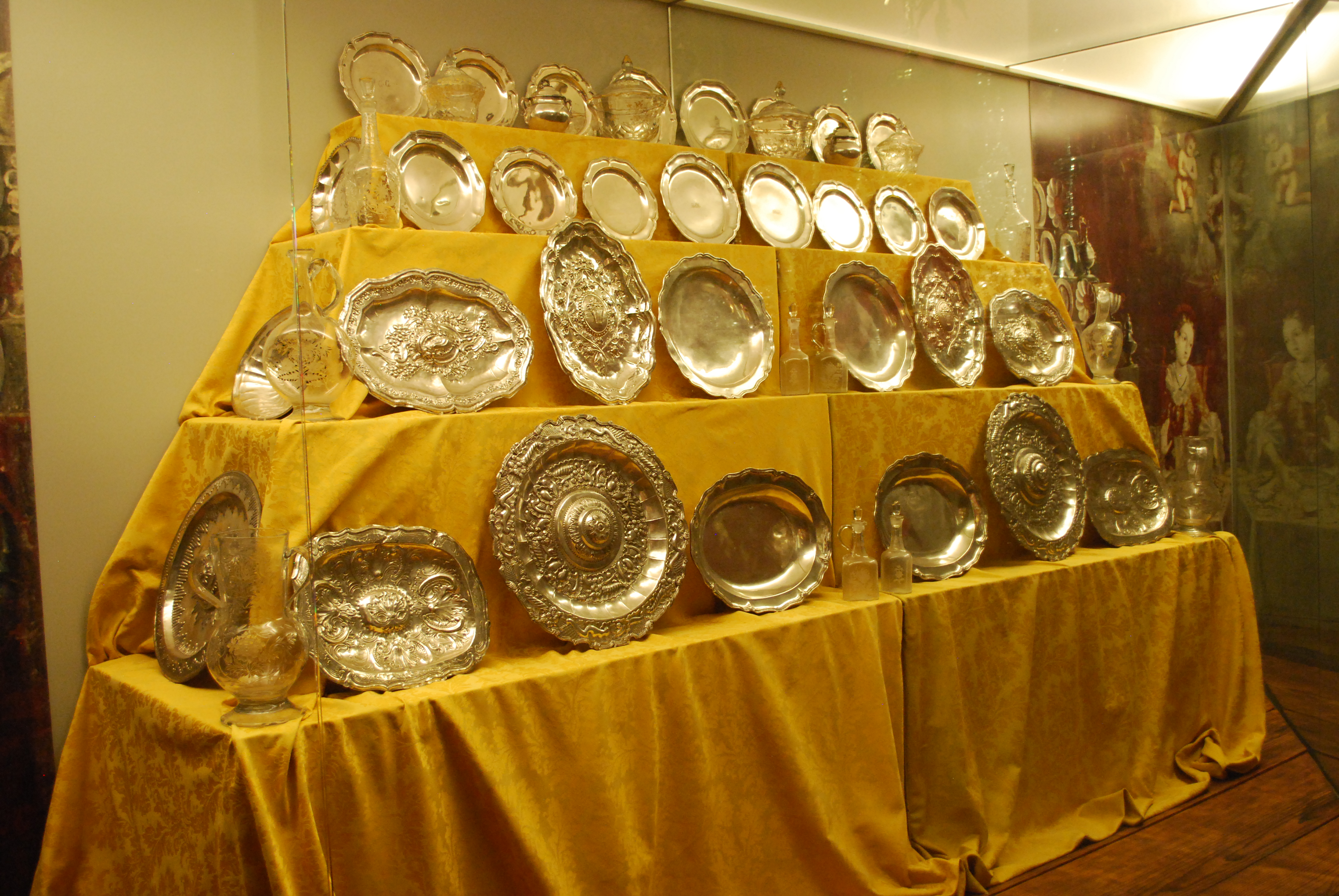
Exposition de plats en argent au musée Franz Mayer

Malgré son apogée de l'ère coloniale, le Mexique reste le premier producteur d'argent au monde. Les pièces en argent fabriquées au Mexique comprennent des candélabres, des pots, des plateaux, des colliers et des boutons pour les tenues charro. Le travail de l'argent traditionnel au Mexique a ses origines dans la période coloniale, le métal n'étant pas particulièrement prisé à l'époque mésoaméricaine,. L'argent mexicain de l'ère coloniale à nos jours se retrouve dans de nombreuses collections de musées à travers le monde. Il existe encore des artisans qui fabriquent des pièces d'argent dans le style des XVIIe et XVIIIe siècles. Cependant, ce type de travail a tendance à apporter plus de notoriété que d’argent. La conception des pièces d'argent au Mexique est affectée par la mondialisation, car une grande partie de celle-ci est exportée. La plupart des travaux d'argent mexicain est aujourd'hui mise à jour, une tendance qui date de l'œuvre de William Spratling à Taxco, faisant du Mexique à nouveau un centre d'exportation pour les pièces finies. La tradition se poursuit ici, avec certaines écoles qui enseignent le métier mais la plupart des forgerons apprennent à travers une période d'apprentissage, souvent dans le cadre de l'entreprise familiale. Taxco est désigné Pueblo Mágico en partie à cause de son travail de l'argent. Il abrite le musée William Spratling, qui possède une collection de ce travail.
Le nombre d'artisans capables de travailler l'argent traditionnel mexicain diminue. Pour aider à préserver la tradition, le prix national d'argent du prix Hugo Salinas est décerné tous les deux ans à des orfèvres mexicains appartenant à diverses catégories. Il est parrainé par le Fomento Cultural Grupo Salinas, le Secrétariat du développement social (SEDESOL), le Fonds national pour le développement de l'artisanat (FONART) et le Museo de Arte Popular. Le but est de promouvoir l'artisanat dans le pays au Mexique et à l'étranger.

## Cuivre

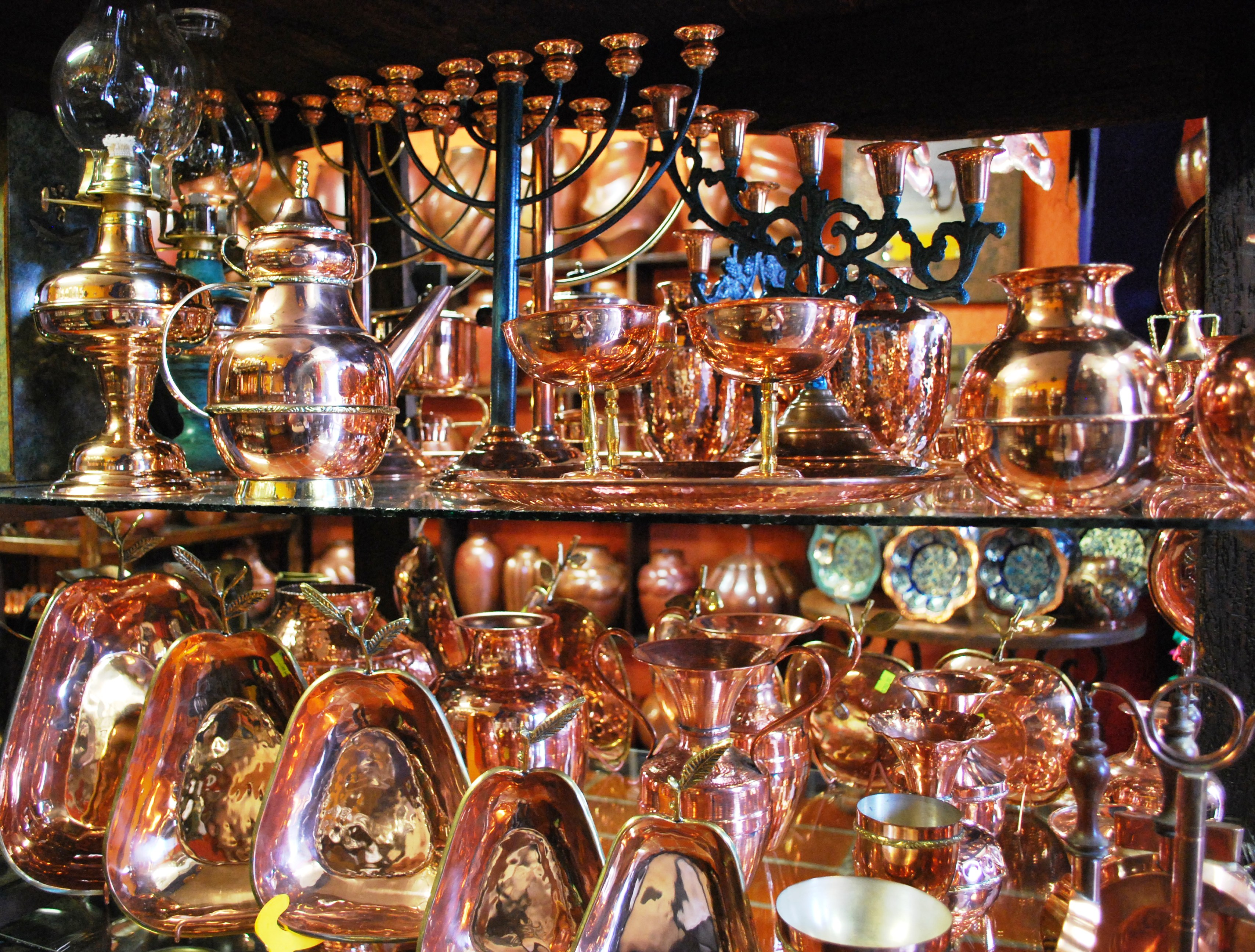
Produits en cuivre à vendre à Santa Clara del Cobre, Michoacán

Alors que le cuivre est travaillé dans certaines parties de la Mésoamérique, la tradition mexicaine moderne est d'origine espagnole. Les conquistadors espagnols ont initialement ignoré le travail du cuivre, alors qu'ils cherchent de l'or et de l'argent. Il n'est pas expédié en Espagne autant que les deux autres. Au lieu de cela, il devient finalement important pour la création d’articles utilitaires, en particulier d’articles domestiques tels que casseroles et poêles. Aujourd'hui, le centre du travail du cuivre traditionnel au Mexique est l'État de Michoacán, en particulier la municipalité de Santa Clara del Cobre. Un objet en cuivre martelé traditionnel est un grand récipient dans lequel de la graisse de porc est fondue ou du sucre caramélisé pour la fabrication de bonbons. Chaque année au mois d'août, Santa Clara del Cobre organise un festival du cuivre.

## Fer

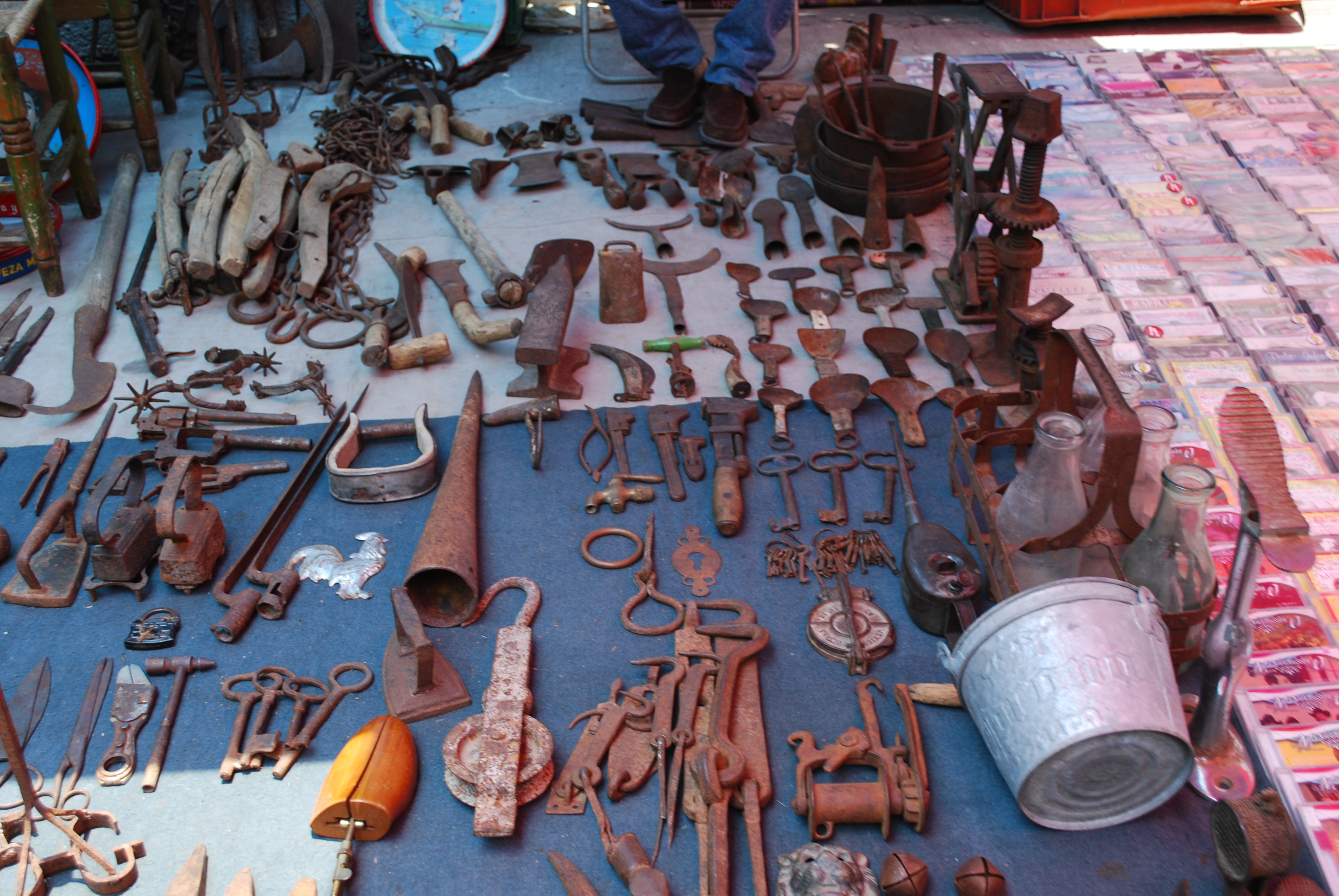
Outils de fer antiques et autres objets au marché de La Lagunilla, à Mexico

Le fer n'est pas travaillé à l'époque mésoaméricaine, son extraction et son travail étant introduits par les Espagnols. L'exploitation du métal est interdite pour protéger l’industrie en Espagne, mais comme les outils fabriqués à partir de ce métal sont indispensables à l’exploration et à la conquête, l’interdiction est rapidement ignorée,. Initialement, les articles sont purement utilitaires, tels que des outils, des serrures et des fers à cheval. Plus tard, au cours de la période coloniale, le fer commence à être utilisé d'une autre manière, y compris des éléments décoratifs dans des églises et des manoirs tels que des balustrades et des balcons. L'apogée du travail du fer mexicain traditionnel est aux XVIIe et XVIIIe siècles.
À l’origine, les principaux centres de travail du fer sont Puebla et Oaxaca. Le fer d'Oaxaca est exceptionnellement malléable et léger, ce qui permet des conceptions complexes et des outils impossibles avec d'autres types de fer. La plupart des objets en fer d'Oaxaca datent desXVIIe et XVIIIe siècles et comprennent des serrures, des meubles et des ciseaux, souvent dotés de motifs complexes.

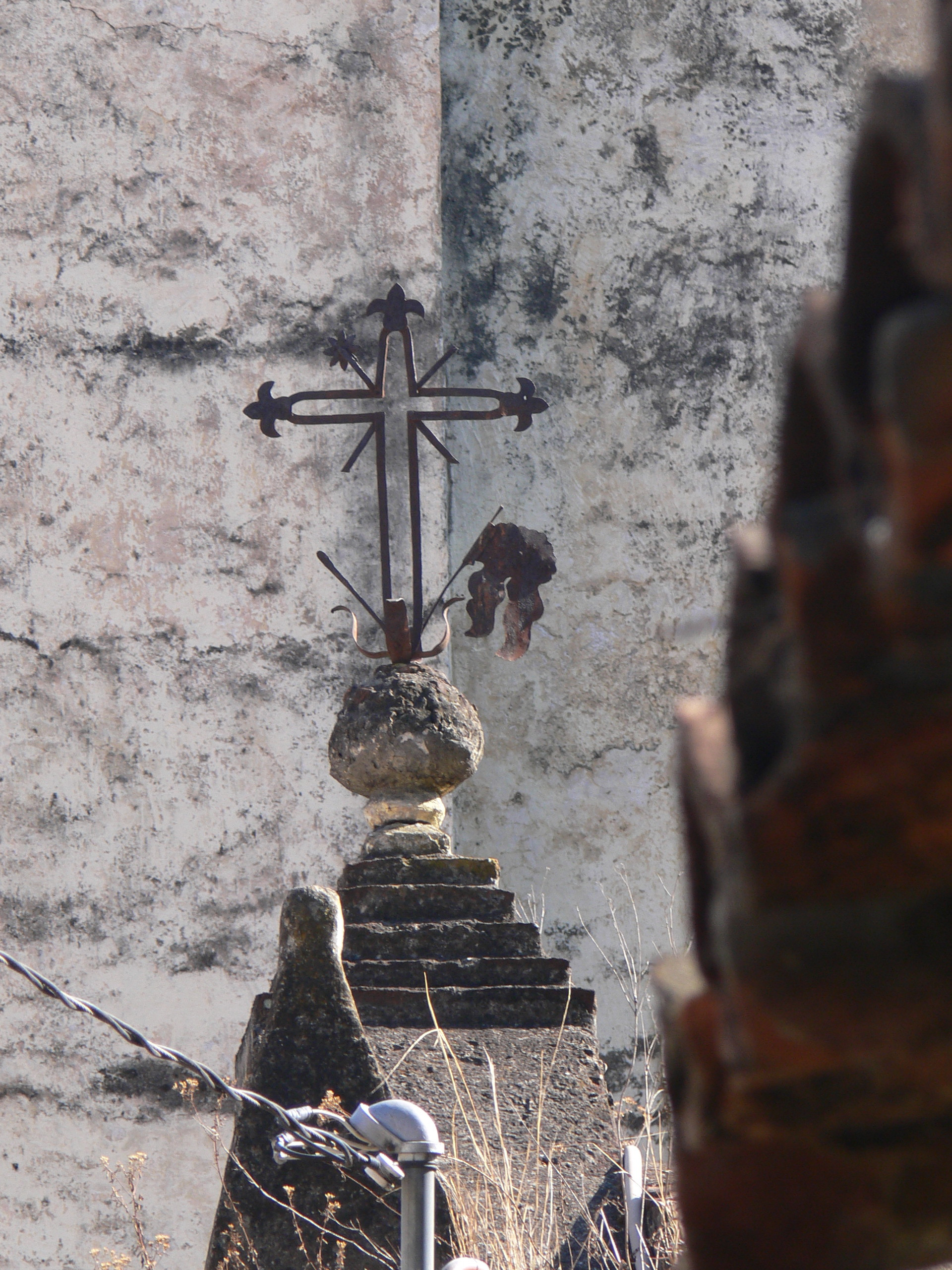
Croix de fer sur le Templo de Caridad à San Cristobal de las Casas

À la fin du XVIIIe siècle, il existe d'importants centres de travail du fer à Oaxaca, Puebla, Mexico, Guanajuato et Querétaro, ainsi que dans l'ouest du Mexique, notamment à Guadalajara, Zacatecas et Aguascalientes, qui développent par la suite son propre style. Les ferronneries de l'ouest mexicain se distinguent par l'influence orientale due au commerce avec Manille ainsi qu'à l'utilisation du fer à des fins décoratives sur des objets en bois,.
Le fer forgé artisanal est toujours important à San Miguel de Allende, León, Guanajuato, Guadalajara, Teocaltiche, Jalisco, Morelia, San Felipe de Herreros, Michoacán, Mexico, Puebla et Amozoc de Mota. Il est utilisé pour la fabrication de meubles de jardin et de maison, de lampes, de cheminées et d’outils pour cheminées,. San Cristobal de las Casas est connu pour la création de croix complexes en fer forgé, populaires en tant que symboles de la protection divine.

## Étain

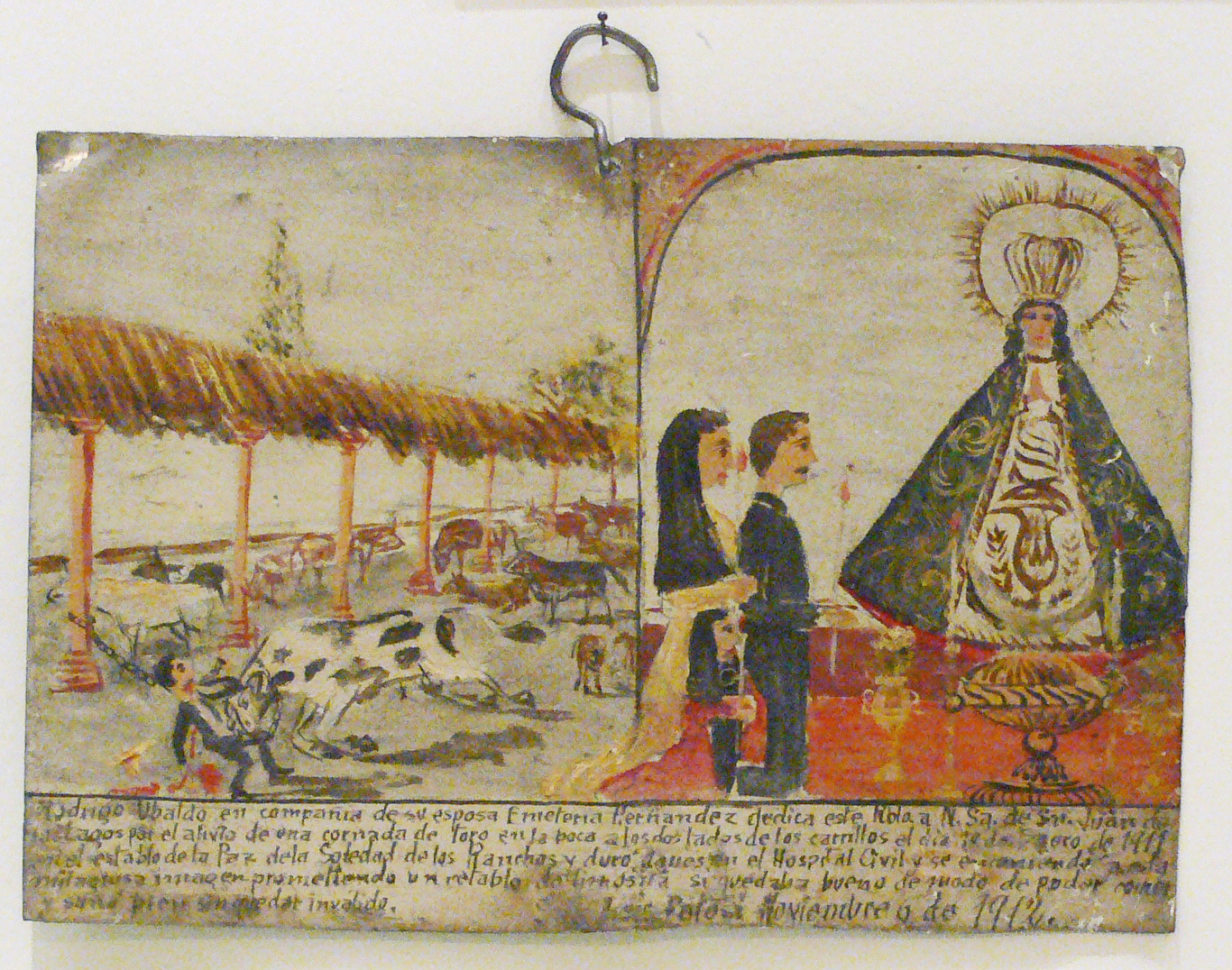
Peinture votive traditionnelle sur étain de 1911

À l'époque coloniale, l'étain est travaillé pour sa valeur fonctionnelle plutôt qu'esthétique. Il est créé et vendu en feuilles standard, qui sont ensuite coupées, pliées et assemblées pour fabriquer divers objets. Ces feuilles deviennent également devenues une base traditionnelle pour les ex-voto folkloriques. Aujourd'hui, l'étain et d'autres tôles, souvent issues de déchets industriels, sont encore utilisés pour créer des objets décoratifs et fonctionnels tels que châteaux, églises, masques, maquettes d'avion, saints, crèches, contiennent, cadres de miroirs, lustres, lampes, plateaux et assiettes,, Les jouets constituent une autre ligne importante. Ils sont peints en émaux brillants, notamment à Celaya et à San Miguel de Allende. autres centres importants sont Oaxaca, Irapuato, Mexico, Puebla, Tlaxcala et Tlaquepaque.

## Autres métaux

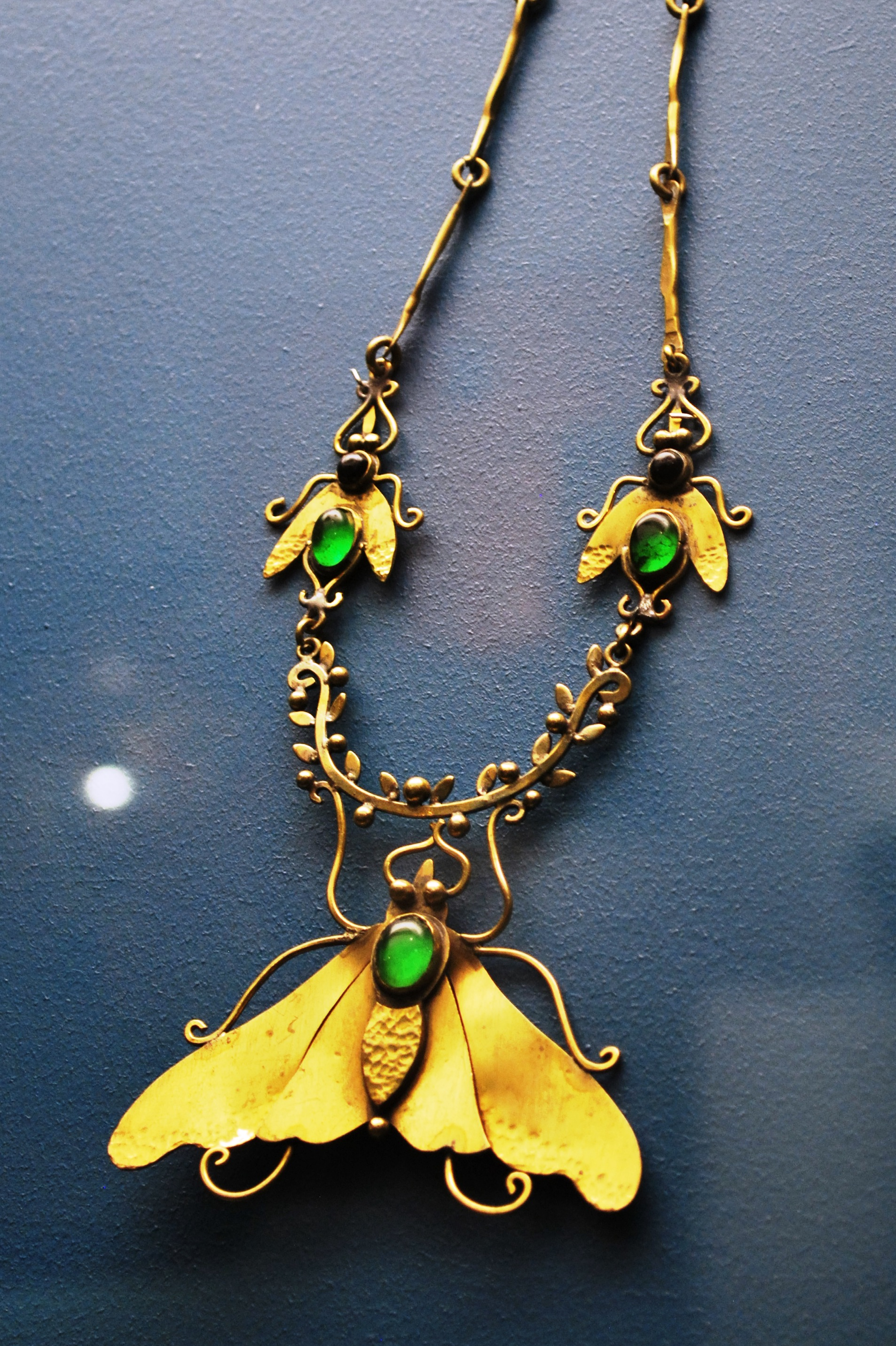
Collier avec décor d'insectes en laiton au Museo de Arte Popular.

Le laiton, l’étain et le fer sont utilisés pour créer des lampes à l’ancienne, des objets de décoration pour la maison ainsi que du mobilier et des sculptures. La création d’objets en laiton et en bronze est introduite par les Espagnols. Le bronze est principalement utilisé pour la fonte des cloches d’église, de certains outils et d’éléments décoratifs sur des balustrades en fer. Les indigènes l'adaptent à l'utilisation de petites cloches utilisées dans les danses de cérémonie. Le laiton est utilisé dans de nombreux types d'instruments, principalement à usage domestique.
Les figurines en plomb sont faites pour les collectionneurs, bien qu’à l’origine elles soient conçues comme des jouets pour enfants. Ils incluent généralement des soldats, des meubles, des bateaux, des machines et bien plus encore dans des styles romantiques du XIXe siècle et avant. Celaya fabrique une grande variété de figurines pour maisons de poupées, notamment des personnages, des meubles et des décorations. Les soldats de plomb sont une autre ligne populaire. La plupart des pièces sont fabriquées avec des moules, dont certains datent du XIXe siècle, puis peints.
Le principal producteur d’ustensiles de cuisine en métal fabriqués à la main est la ville d’Oaxaca, avec de l’argenterie fine produite à Taxco. Cualac, Ciudad Altamirano, Ayutla et Técpan de Galeana dans l'État de Guerrero font partie de ces régions, fabriquant notamment des lames telles que les couteaux universels et les machettes.